# Johann Jakob Frikart
Johann Jakob Frikart (* 27. Oktober 1769 in Zofingen; † 14. Juli 1845 ebenda, heimatberechtigt in Zofingen) war ein Schweizer Theologe, Bibliothekar und Lokalhistoriker.

## Leben
Frikart studierte Theologie an der Akademie Bern und war später von 1793 bis 1798 Vikar in Ins und Zofingen. Ab 1799 arbeitete er als Pfarrer in Rohrbach und gründete 1808 im dortigen Pfarrhaus ein Lehrerinstitut, welches nach seinem Wegzug geschlossen wurde. Von 1809 bis 1845 war er Pfarrer in Zofingen, nahm von 1819 bis 1839 Einsitz in den aargauischen Kirchenrat und war von 1820 bis 1839 Dekan.
Er gehörte dem Pietismus an und war im Jahre 1819 ein Mitbegründer einer Bibelgesellschaft, welche jedoch von der Kantonsregierung verboten wurde. Ferner war er Armeninspektor, Mitglied der Schulpflege, sowie des Bezirksschulrats.
Frikart publizierte im Jahre 1811 als Stadtbibliothekar und Lokalhistoriker eine Chronik der Stadt Zofingen sowie verschiedene städtische Ämterbücher.